# Тясминське лісництво
Тя́сминське лісництво — структурний підрозділ Черкаського лісового господарства Черкаського обласного управління лісового та мисливського господарства.
Офіс знаходиться у кв. 301, біля с. Ірдинівка, Смілянський район, Черкаська область

## Лісовий фонд
Лісництво охоплює ліси Черкаського і Смілянського районів. Площа лісництва — 4278,3 га.

## Об'єкти природно-заповідного фонду
У віданні лісництва перебувають об'єкти природно-заповідного фонду:
- гідрологічний заказник місцевого значення Ірдинське болото,
- ботанічні пам'ятки природи місцевого значення Високопродуктивне насадження дуба, Група вікових дубів, Дядюші,
- ботанічний заказник місцевого значення Сфагнове болото.

## Галерея

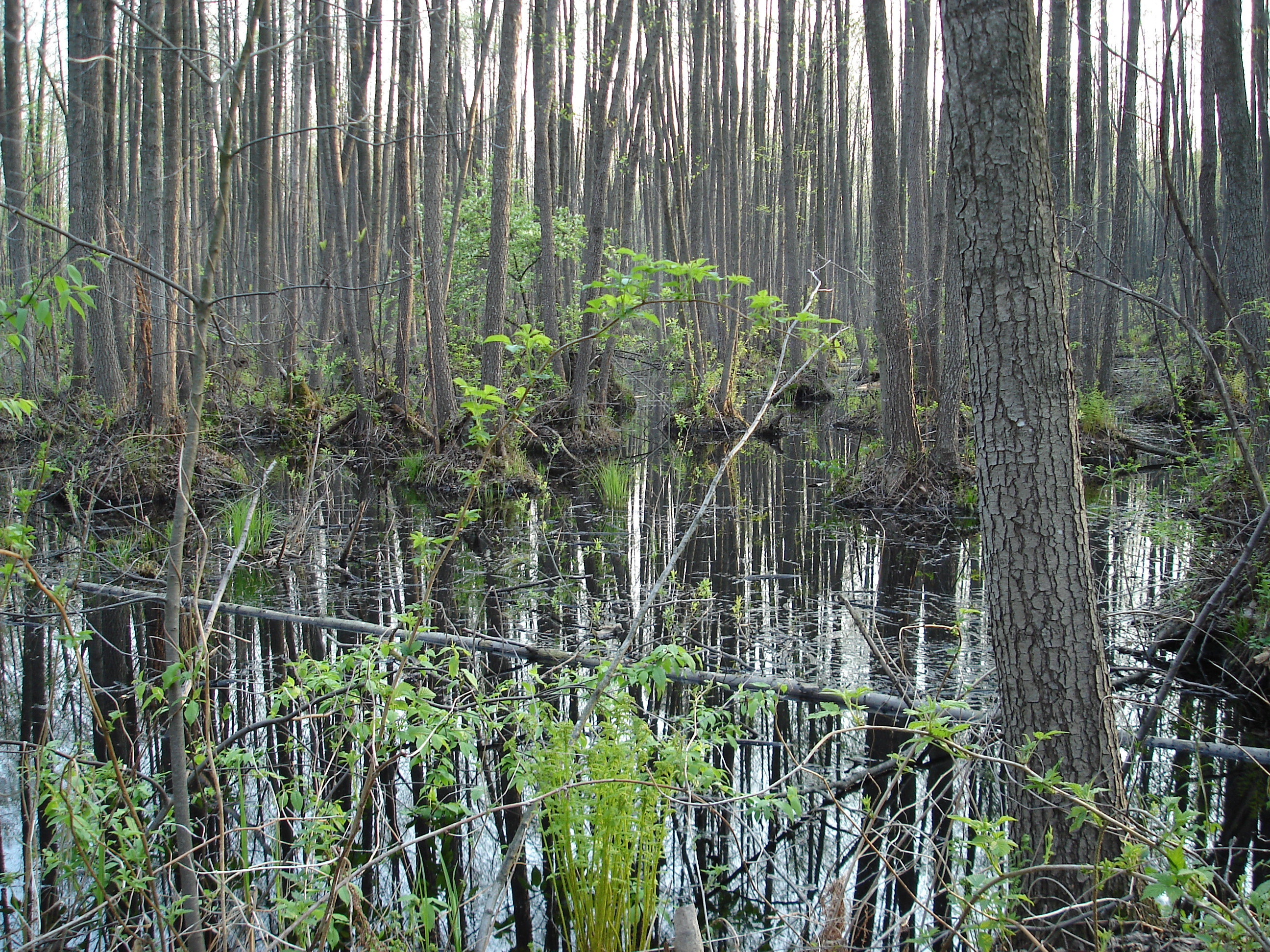
Ліс на Ірдинському болоті
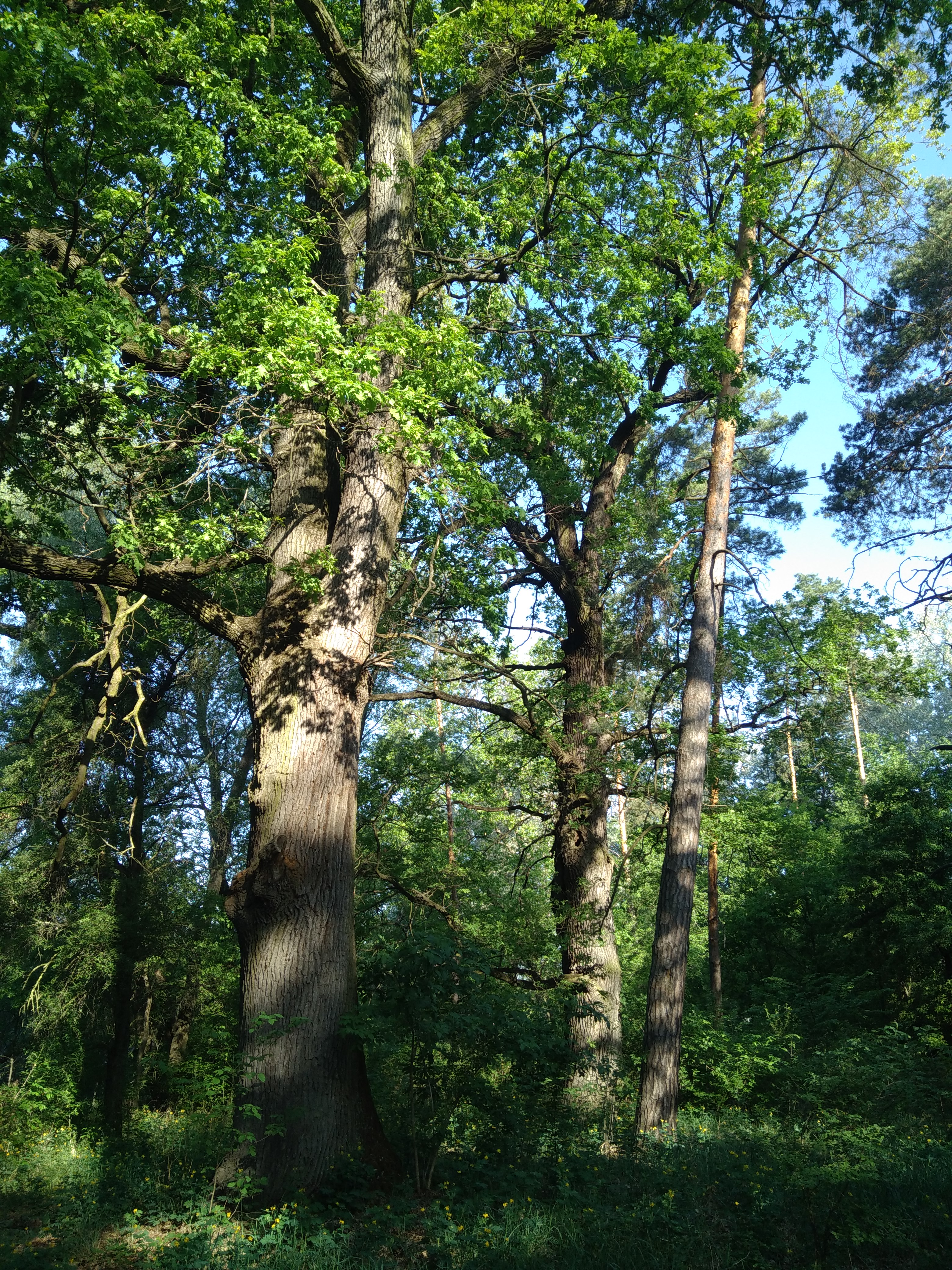
Група вікових дубів у 301 кв.